# فرودگاه نیکشیچ
 فرودگاه نیکشیچ (به انگلیسی: Nikšić Airport) (به زبان بومی: Aerodrom Nikšić) یک فرودگاه است که یک باند فرود آسفالت دارد و طول باند آن ۱۴۵۰ متر است. این فرودگاه در کشور مونته‌نگرو قرار دارد و در ارتفاع ۶۱۷ متری از سطح دریا واقع شده است.